# To Sir, with Love II
Al maestro, con cariño (en inglés: To Sir, with Love II) es una película estadounidense  de 1996 para la televisión, lanzada por la cadena CBS. Se trata de una secuela de la exitosa película británica 1967, To Sir, with Love. Al igual que la historia original, el filme se ocupa de cuestiones sociales en una escuela de un centro urbano. Fue dirigida por Peter Bogdanovich (su primera película hecha para la TV) y cuenta una vez más con el papel estelar de Sidney Poitier retomando el papel de Mark Thackeray.
A diferencia de la primera película, esta secuela se basó en muy pocos elementos del libro homónimo de E. R. Braithwaite que le dio origen (salvo las obvias caracterizaciones), y su éxito comercial fue notablemente menor. Sin embargo, buena parte del elenco de 1967 volvió a reaparecer en esta segunda producción.
La historia es una especie de continuación cronológica de la anterior: después de treinta años enseñando en Londres, Mark Thackeray se jubila y regresa a su natal Chicago. A pesar de ello, aún tiene un reto académico similar, al llegar a educar a los niños de una escuela de una ciudad del interior, donde demuestra su capacidad para resistir la adversidad.

## Argumento
Mark Thackeray (Sidney Poitier) es un ciudadano de las Indias Occidentales Británicas, que en la película de 1967 tomó un puesto de profesor en una escuela del East End de Londres. Él pasó veinte años enseñando y diez en las funciones administrativas. Ha sido profesor de los hijos de sus antiguos alumnos, y ahora se retira.
Antiguos alumnos de Thackeray, Pamela Dare y Barbara Pegg (Judy Geeson y Lulu retomando sus papeles de la película original), han venido a la fiesta de despedida. Thackeray anuncia que se va para una escuela del centro de la ciudad de Chicago, donde enseñará de nuevo. En Chicago, se encuentra con su excolega Horacio Weaver (Daniel J. Travanti) quien es el director de la escuela. Thackeray se entera de que hay una clase A con buenos estudiantes y una clase H (por "horror") para los estudiantes "marginados". Él convence al director que le permita tomar la clase H como profesor de historia. Sus nuevos alumnos son estudiantes hispanos, negros y blancos que son ruidosos, rebeldes y empeñados en comportamientos destructivos. Como hizo en Londres, él comienza enseñándoles el respeto por los demás. Se dirige a ellos como el señor X o la señorita Y, y espera a ser llamado el Sr. Thackeray o Sir (de ahí los títulos).
Poco a poco se entera de sus historias personales: Wilsie (Christian Payton) es el líder de la banda que protege a su hermano menor. Otra es una mujer afroamericana que lucha doblemente contra los prejuicios. Evie (Dana Eskelson) está creciendo sin padres y esconde esto para evitar ser adoptada. A diferencia de la película británica, no hay enamoramiento con él entre sus alumnos, pero una compañera maestra Louisa Rodríguez (Saundra Santiago) lo admira.
También aprendemos un poco de la historia del Sr. Thackeray. Siendo un adolescente en la Guayana Británica, se enamoró de una chica de Chicago cuyo padre había llegado a construir un centro comercial. Perdieron contacto y se fue a Inglaterra a estudiar, se convirtió en un maestro y se casó con su nuevo amor. Ahora es un viudo, pero decidió tomar esta oportunidad de enseñanza para encontrar a su amor de juventud.
En la escuela se dispone a enseñar a estos chicos problema acerca de su verdadero potencial si toman su destino en sus manos. Él les enseña acerca de la resistencia no violenta de los históricos combatientes de los derechos civiles. Cuando descubre a Wilsie introduciendo de contrabando un arma en la escuela, él se enfrenta a él y lo convence para entregarla. El Sr. Thackeray la entrega a un policía como un objeto encontrado.
Más tarde, la policía lo presiona para que dé el nombre del chico armado, ya que el arma estaba involucrada en el asesinato de un policía. Él se niega a dar el nombre del estudiante y tiene que abandonar la escuela.
Mientras tanto, Evie ha aceptado un empleo en un periódico y decide investigar el antiguo amor de Thackeray en Chicago. La chica arregla una cita para él. Thackeray se encuentra con el hijo de su antiguo amor en un hospital. Su madre, Emily Taylor (Cheryl Lynn Bruce), está enferma. Thackeray se entera de que ella también lo amaba pero su padre conservaba todas sus cartas, porque ella había quedado embarazada, por lo que el joven al que acababa de conocer es su hijo.
Thackeray se entera de que Wilsie está oculto porque piensa que la policía está detrás de él. Su hermano conduce a Thackeray al escondite para explicarle la situación real y evitar que Wilsie arruine su vida. Por medio de consejos y pláticas, el profesor convence a Wilsie para entregar su nueva arma y enfrentar a una banda rival que había venido a luchar con Wilsie. Wilsie y el amigo que le había ayudado a conseguir el arma explican todo en la comisaría.
Los alumnos han estado haciendo una "huelga" y obligan al director a aceptar su querido maestro de vuelta.
La película termina con la ceremonia de graduación y el baile. Sr. Thackeray anuncia que no va a volver a Gran Bretaña, pero permanecerá en Chicago para enseñar a la nueva generación.

## Elenco
- Sidney Poitier como Mark Thackeray.
- Christian Payton como Wilsie Carrouthers.
- Dana Eskelson como Evie Hillis.
- Fernando López como Danny Laredo.
- Casey Lluberes como Rebecca Torrado.
- Michael Gilio como Frankie Davanon.
- LZ Granderson como Arch Carrouthers.
- Bernadette L. Clarke como LaVerne Mariner.
- Jamie Kolacki como Stan Cameli.
- Saundra Santiago como Louisa Rodríguez.
- Cheryl Lynn Bruce como Emily Taylor.
- Daniel J. Travanti como Horace Weaver.
- Lulu como Bárbara Pegg.
- Judy Geeson como Pamela Dare.
- Kris Wolff como Billy Lopatynski.
- Mel Jackson como Tommie Rahwn.
- John Beasley como Greg Emory.
- Antonia Bogdanovich (la hija del director) como Lynn Gúzman.
- Jason Winer como Leo Radatz.

## Crítica
Al maestro con cariño II se  emitió por primera vez el 7 de abril de 1996 en la CBS. Esta escuela estuvo muy lejos de alcanzar el éxito de la película original de 1967; fue recibida con críticas divididas, con cierto predominio de las negativas.  La página especializada Rotten Tomatoes le dio un discreto 66%, con criterio de 605 usuarios.
La página Internet Movie Database la calificó con un promedio de 6,2, basado en las opiniones de 622 usuarios.